# Michel Chodkiewicz
Pour les articles homonymes, voir Chodkiewicz.
Michel Chodkiewicz, né le 13 mai 1929 à Paris et mort le 31 mars 2020 à Candé, est un éditeur et philosophe français, spécialiste du soufisme.

## Biographie
Michel Chodkiewicz fut directeur général, puis président directeur général des éditions du Seuil de 1977 à 1989 et directeur d'études à l'École des hautes études en sciences sociales, où il anima des séminaires sur la pensée d'Ibn Arabî.
De 1953 à 1965, après un temps où il se voit confier la lecture de manuscrits, il est  éditeur et directeur de collections au Seuil où il s'occupe notamment de séries Microcosme, de littératures étrangères et d'essais.
En 1965, il est nommé par les animateurs historiques du Seuil, Jean Bardet et Paul Flamand, président de la Société d'éditions scientifiques (SES), première filiale importante de l'entreprise d'édition. A cette fonction, il orchestre la reprise de la revue Atomes qu'il relance puis transforme et rebaptise La Recherche (en 1970). Il fonde L'Histoire (en 1978).
Il est issu d'une ancienne famille de l'aristocratie polonaise installée en France depuis 1832. Il explique lui-même sa conversion à l'islam à l'âge de dix-sept ans comme l'« aboutissement d'une recherche personnelle commencée dès l'adolescence […] parce que le catholicisme ne [lui] apportait pas de réponses satisfaisantes ». Sa fille, Claude Addas, diplômée en langues orientales, auteur d'une thèse de doctorat sur le poète soufi andalou Ibn Arabî, poursuit les recherches de son père.
Michel Chodkiewicz meurt le 31 mars 2020 à l’âge de 90 ans,,.

## Principaux ouvrages
- Abd el-Kader, Écrits spirituels, présentation, traduction et notes, Seuil, 1982 ; réédition 1994.
- Awhad al-din Balyani, Épître sur l'Unicité absolue, présentation, traduction et notes, Les Deux Océans, 1982.
- Le Sceau des Saints, Prophétie et Sainteté dans la doctrine d'Ibn 'Arabî, Gallimard, 1986. - rééd. 2012
- Ibn 'Arabî, Les Illuminations de La Mecque, textes choisis des al-Futûhât al-Makkîya (avec la collaboration de W.C. Chittick, C. Chodkiewicz, D. Gril et J.W. Morris), Sindbad, 1988 ; réédition avec le sous-titre Anthologie présentée par Michel Chodkiewicz, Albin Michel/Spiritualités vivantes, 2008.
- Un Océan sans rivage. Ibn 'Arabî, le Livre et la Loi, Seuil, 1992.